# Cristóvão de Utreque
Cristóvão de Utreque (ou Utrecht na língua holandesa) (1498-1557), foi um notável pintor português. Natural da Holanda, foi ainda discipulo de António Moro em Espanha, antes de se estabelecer em Portugal. Terá sido contratado por D. João III, que lhe deu uma pensão anual, e que o condecorou com a Ordem de Cristo.
Em conjunto com Jorge Leal é-lhe atribuído o conjunto de pinturas a óleo sobre madeira, provenientes do primitivo retábulo do altar-mor da Igreja Paroquial de Santa Maria do Castelo, hoje em depósito no Museu Municipal de Torres Vedras: Anunciação, Visitação, Adoração dos Pastores, Adoração dos Reis Magos e Assunção de Nossa Senhora. São-lhe, também atribuídas quatro tábuas ilustrativas da vida e lenda de São Roque, pintadas a óleo sobre madeira cerca de 1520, que constituiriam o retábulo da antiga ermida de São Roque, hoje Igreja de São Roque: Natividade e Adolescência de S. Roque, Cura miraculosa do Cardeal e o reconhecimento pelo Papa, Estadia em Piacenza e Prisão e Morte beatífica.
Residia em Lisboa em 1537, morando, juntamente com a sua mulher Ana Rodrigues, na Mouraria, freguesia de Santa Justa.